# 板橋区立上板橋第一中学校
板橋区立上板橋第一中学校（いたばしくりつ かみいたばしだいいちちゅうがっこう）は、東京都板橋区南常盤台1丁目にある公立中学校。

## 沿革
- 1947年 - 学制改革により開校。開校当時、校舎は上板橋小学校8階にあった。
- 1948年 - 校舎落成
- 1952年 - 校地396.615坪買収
- 1963年 - 新校舎、プール落成

## 交通
- 東武鉄道東武東上線ときわ台駅から徒歩5分
- 東武鉄道東武東上線中板橋駅から徒歩7分

## 主な卒業生
- 阿部祐二（テレビリポーター）
- 高橋洋一（経済学者）
- 小木博明（おぎやはぎ）